# Isabella Adinolfi
Isabella Adinolfi (Nocera Inferiore, 27 marzo 1978) è una politica italiana.

## Biografia
Si è laureata nel 2003 in Conservazione dei Beni Culturali. Ha lavorato in ditte private e come insegnante di materie letterarie nelle scuole medie e superiori. Al momento dell'elezione nel 2014, ha dichiarato di avere svolto l'attività di impiegata nei tre anni precedenti l'inizio del mandato.

### Carriera politica
Ha iniziato l'attività politica partecipando alle riunioni del Meetup Amici di Beppe Grillo di Salerno di cui facevano parte anche diversi eletti del MoVimento 5 Stelle al Parlamento italiano come Angelo Tofalo, Andrea Cioffi, Silvia Giordano, Mimmo Pisano e Michele Cammarano eletto al Consiglio Regionale della Campania. Nel 2014 decide di partecipare alle parlamentarie del MoVimento 5 Stelle, presentandosi con un video in cui affermava di "volere scoperchiare la scatoletta di tonno del Parlamento europeo e scardinare la casta europea che è un'oligarchia mossa da lobby e interessi finanziari"; parlamentarie che per la circoscrizione Italia Meridionale sono state vinte al primo turno da Piernicola Pedicini. Tuttavia, grazie al risultato ottenuto al secondo turno, dove ha raccolto 1759 preferenze, viene ammessa alla lista del MoVimento 5 stelle, per la circoscrizione dell'Italia meridionale, partecipando alle elezioni europee del 2014 ed ottenendo 67 477 voti, risultando così eletta. Dal 2014 al 2019 ha fatto parte del gruppo EFDD, del quale il MoVimento 5 Stelle era membro, i cui capi-gruppo erano Nigel Farage e David Borelli. Nel corso del primo mandato è stata membro titolare della Commissione per la Cultura e l'Istruzione, della Commissione per i diritti della donna e l'uguaglianza di genere e della Delegazione all'Assemblea parlamentare paritetica ACP-UE. È stata inoltre membro sostituito delle seguenti commissioni parlamentari: Commissione Affari Costituzionali, Commissione per lo Sviluppo Regionale, Commissione Giuridica, Commissione Mercato Interno e protezione consumatori, Commissione d'inchiesta incaricata di esaminare le denunce di infrazione e di cattiva amministrazione nell'applicazione del diritto dell'Unione in relazione al riciclaggio di denaro, all'elusione fiscale e all'evasione fiscale, nonché della Delegazione per le relazioni con gli Stati Uniti.
Alla fine del primo mandato, si è ripresentata alle parlamentarie del MoVimento 5 stelle, raccogliendo 2615 preferenze e così ottenendo un posto in lista nella circoscrizione Italia meridionale. Alle successive elezioni europee del maggio 2019, viene rieletta in quinta posizione con 37 855 preferenze, quasi 30.000 in meno rispetto a quelle ottenute nel 2014.
Ad aprile 2021 abbandona il Movimento 5 Stelle, senza però dimettersi come previsto dalle regole del MoVimento 5 stelle sottoscritte all'atto della candidatura - in particolare il codice etico che, come deterrente, prevedeva a questo proposito una penale da 100mila euro a carico di chi venisse espulso, abbandonasse il gruppo o si iscrivesse ad un altro gruppo parlamentare - iscrivendosi al partito di Forza Italia e aderendo al Gruppo del Partito Popolare Europeo.
Nel maggio del 2024, in occasione delle elezioni europee, viene candidata da Forza Italia in seconda posizione nella circoscrizione meridionale, dietro al segretario Antonio Tajani. Con oltre 8.000 preferenze raccolte non è rieletta.

### Attività politica al Parlamento europeo
Nel corso del primo mandato si è attivata per sottolineare i ritardi della ratifica del Trattato di Marrakech riguardante l'introduzione di un'eccezione al diritto d'autore a favore della fruizione dei contenuti per i non vedenti. 
Si è fortemente battuta per la liberalizzazione del mercato delle società di gestione collettiva dei diritti d'autore, chiedendo l'abolizione del monopolio della SIAE, presentando diverse interrogazioni parlamentari alla Commissione europea. 
Al contempo, si è occupata delle questioni legate a diritto d'autore, essendo stata sia relatrice del parere sulla direttiva Infosoc, nel quale tra le altre cose si chiedeva la definizione di "pubblico dominio", che relatrice ombra per il gruppo EFDD della direttiva sul diritto d'autore e sui diritti connessi nel mercato unico digitale e contro la cui approvazione si è strenuamente battuta, parlando di "una pagina nera per la democrazia e la libertà dei cittadini" alla sua approvazione. In qualità di membro della Commissione Affari Costituzionali, ha sollevato la questione dei conflitti di interessi - denunciando pubblicamente, tra gli altri, quelli di Guy Verhofsdadt e Renato Soru - e presentando svariati emendamenti per la modifica del codice di condotta dei deputati. Inoltre, da convinta fautrice della democrazia diretta ed elettronica, ha promosso la realizzazione dello studio "Le prospettive della democrazia digitale in Europa", affermando come "Beppe Grillo e Gianroberto Casaleggio sono stati precursori di un’idea nuova e vincente di fare ed essere in politica". 

### Controversie
Nel 2017 è balzata alle cronache per avere assunto, come tirocinante, la compagna dell'allora capo delegazione del Movimento 5 Stelle David Borrelli. Si è difesa dall'accusa di avere favorito una parentopoli a cinque stelle in Europa affermando che «la scelta dei collaboratori è libera e fiduciaria come riporta lo statuto dei deputati e David Borrelli non c'entra nulla in questa scelta, non ha fatto alcuna pressione e non ha ingerito in alcun modo».
A maggio 2023, nel corso del dibattito parlamentare sulla ratifica della Convenzione di Istanbul è stata accusata da altre tre eurodeputate - Malin Björk, Evin Incir e Samira Rafaela - di avere espresso delle dichiarazioni che costituivano dei discorsi d'odio, chiedendo a tal proposito l'intervento della Presidente del Parlamento europeo, Roberta Metsola.